# Союз 3
Союз 3 е съветски космически кораб от типа „Союз“. Това е кораб № 10 от модификацията Союз 7К-ОК. Корабът стартира на 26 октомври 1968 г. и е предназначен за автоматично скачване с кораба Союз 2. Предвиденото скачване не е осъществено.

## Екипаж
- Основен: Георгий Береговой
- Дублиращ: Владимир Шаталов
- Резервен: Борис Волинов

## Полет
Основната задача на полета е изпитания на подобрената система на скачване. Програмата предвиждала скачване с безпилотния кораб Союз 2 в автоматичен режим. В такъв режим са били двата напълно успешно извършени полети. Ръчното управление е резервен вариант в случай на повреда на някой елемент на автоматичната система. По искане на ръководството на ВВС сближаването и скачването трябвало да се осъществи ръчно.
След успешния старт („Союз 2“ стартира предишния ден), на първата обиколка автоматиката успешно сближава корабите от 20 000 до 200 метра. След това космонавтът поема управлението ръчно. По време на сближаването (в сянката на Земята) Г. Береговой сгрешава ориентацията на кораба (180° крен). Взаимната ориентация на корабите по надлъжните оси става автоматично и скачващите възли се разминават. Космонавтът прави няколко неуспешни опита, докато корабите излизат от сянката на Земята. Едва тогава става ясно какъв е проблемът. Тъй като вече е изчерпан горивото, предвидено за маневри са прекратени опитите за скачване.
Спускаемият апарат се приземява успешно северно от град Караганда на 30 октомври 1968 г. в 7 часа 25 минути и три секунди.

## Резултати
- Първи успешен пилотиран полет на кораба след катастрофата на Союз 1;
- От този момент е взето решение скачването да става винаги извън сянката на Земята;
- Скачването да се планира най-малко на второто денонощие след старта.